# 马莫雷县

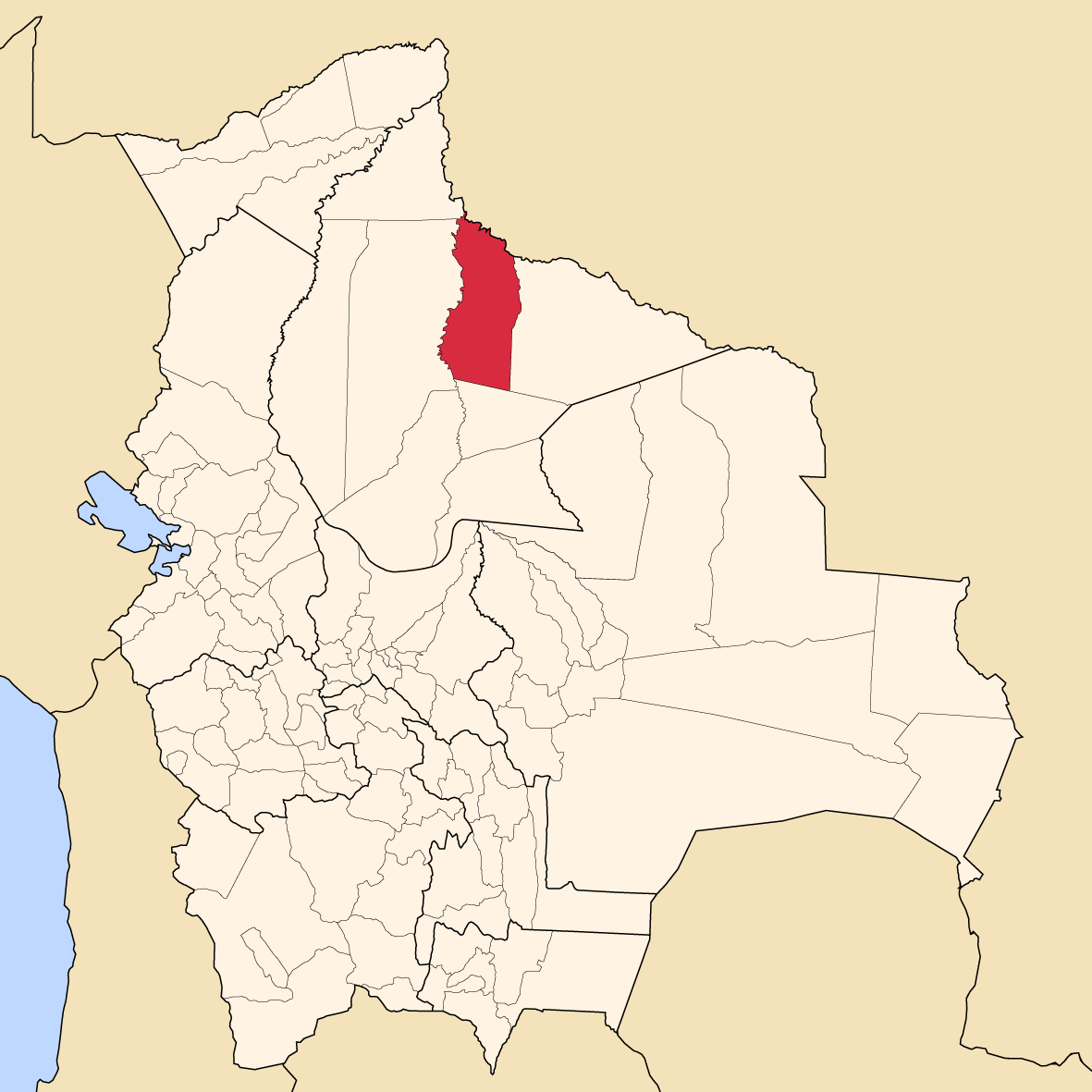

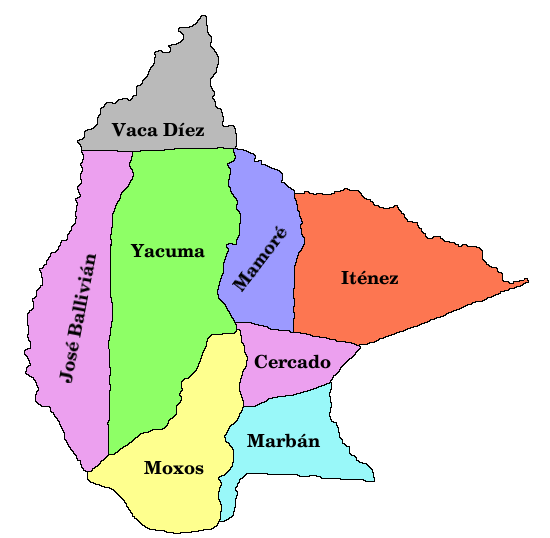

馬莫雷县（西班牙語：Provincia de Mamoré），是玻利維亞的县份，位於該國東北部，屬於貝尼省的一部分，县府設於聖華金，面積18,706平方公里，2006年人口13,695，人口密度每平方公里0.73人。
13°10′01″S 64°40′01″W / 13.167°S 64.667°W